# Tapacarí
Tapacarí est une localité du département de Cochabamba en Bolivie, et le chef-lieu de la province de Tapacarí. Sa population s'élevait à 411 habitants en 2001. La localité est située à 2 997 mètres d'altitude.